# 滨海圣玛格丽特
滨海圣玛格丽特（法語：Sainte-Marguerite-sur-Mer，法語發音：[sɛ̃t maʁɡəʁit syʁ mɛʁ]）是法国滨海塞纳省的一个市镇，属于迪耶普区。

## 地理
滨海圣玛格丽特（49°54'26"N, 0°56'50"E）面积5.41 平方千米，位于法国诺曼底大区滨海塞纳省，该省份为法国北部沿海省份，其西部及北部濒大西洋英吉利海峡，东起顺时针与索姆省、瓦兹省、厄尔省和卡爾瓦多斯省接壤。
与滨海圣玛格丽特接壤的市镇（或旧市镇、城区）包括：隆格伊、滨海基贝维尔、滨海瓦朗日维尔。
滨海圣玛格丽特的时区为UTC+01:00、UTC+02:00（夏令时）。

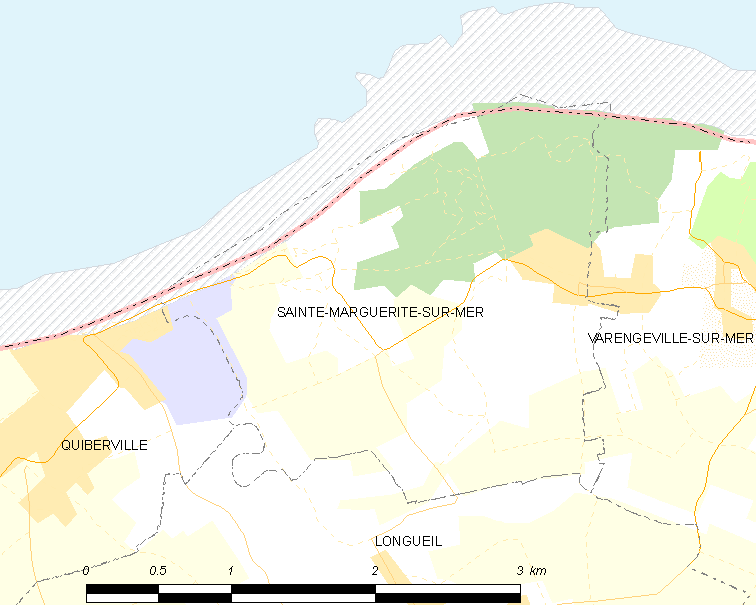
滨海圣玛格丽特的OSM定位图

## 行政
滨海圣玛格丽特的邮政编码为76119，INSEE市镇编码为76605。

## 政治
滨海圣玛格丽特所属的省级选区为迪耶普第一县。

## 人口

1962-2008年间滨海圣玛格丽特人口变化图示

滨海圣玛格丽特于2022年1月1日时的人口数量为475人。